# DVL2
DVL2‏ (Dishevelled segment polarity protein 2) هوَ بروتين يُشَفر بواسطة جين DVL2 في الإنسان.